# 搶灘

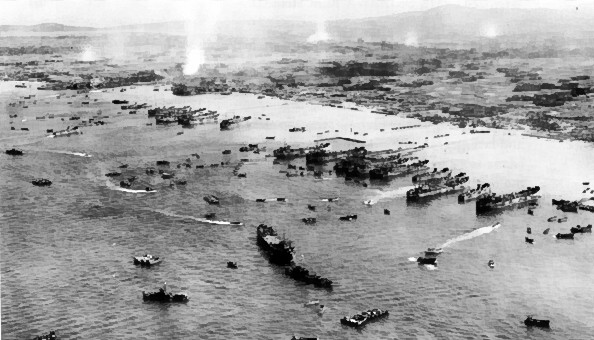
沖繩島戰役時的搶灘

搶灘（英語：Amphibious landing），原為軍事術語，即「登陸軍艦向海灘前進，使艦首擱置沙灘上，以便人員及物資直接下卸。」。後又被引用在商場上，為搶得先機如提高（市場佔有率）的行動。搶灘的目的，在敵方封鎖地面路線時，另外開闢由岸際登陸的方式，以達到實質佔領或實現作戰目標。

## 概述
在過去美軍的兩棲作戰模式中，搶灘屬於第三階段。搶灘的關鍵是在建立灘頭堡（或譯為橋頭堡），因為建立了灘頭堡這個臨時的前進陣地指揮所，有利於我軍或友軍人員與物資的運動和補給；如在建立灘頭堡後，搶灘部隊更突進至敵方陣地10公里內，且第二波支援部隊也順利登陸，並且補給線未被切斷，即可視為搶灘成功，反之在期限內未達成，則為作戰失敗。
由於搶灘作戰在敵方防禦火力強大時，對於進攻方的傷亡很大，在現代戰爭中已不常見；並且由於現代兩棲作戰定義的擴大，登陸戰也不再局限於以正面強攻敵方於防禦陣地。
搶灘方式，隨著軍事科技與國力的演變，可分為幾個階段。
1. 正面強攻：由軍艦搭載步兵與武器登陸，對敵方守備之碉堡或據點進行攻擊。
2. 兩棲進攻：常見於一戰或二戰，以艦砲或空軍掩護先對敵方轟擊，再派遣部隊搶灘。
3. 立體進攻：即陸海空三軍的聯合作戰。

## 衍生
- 波（wave）：需在概略同時搶灘或登陸之部隊，登陸艦艇、兩棲車輛或飛機隊形；此隊形可依照類型、職責或順序予以分類如下：

1. 突擊波
2. 舟波
3. 直昇機波
4. 編號波
5. 待命波
6. 表定波[6]

- 導航標誌（range markers）：可於夜間點亮的兩個直立標誌，排成一線時，用以協助航行；兩棲作戰時，可用以協助登陸艦艇之搶灘。[7]

## 歷史上的搶灘

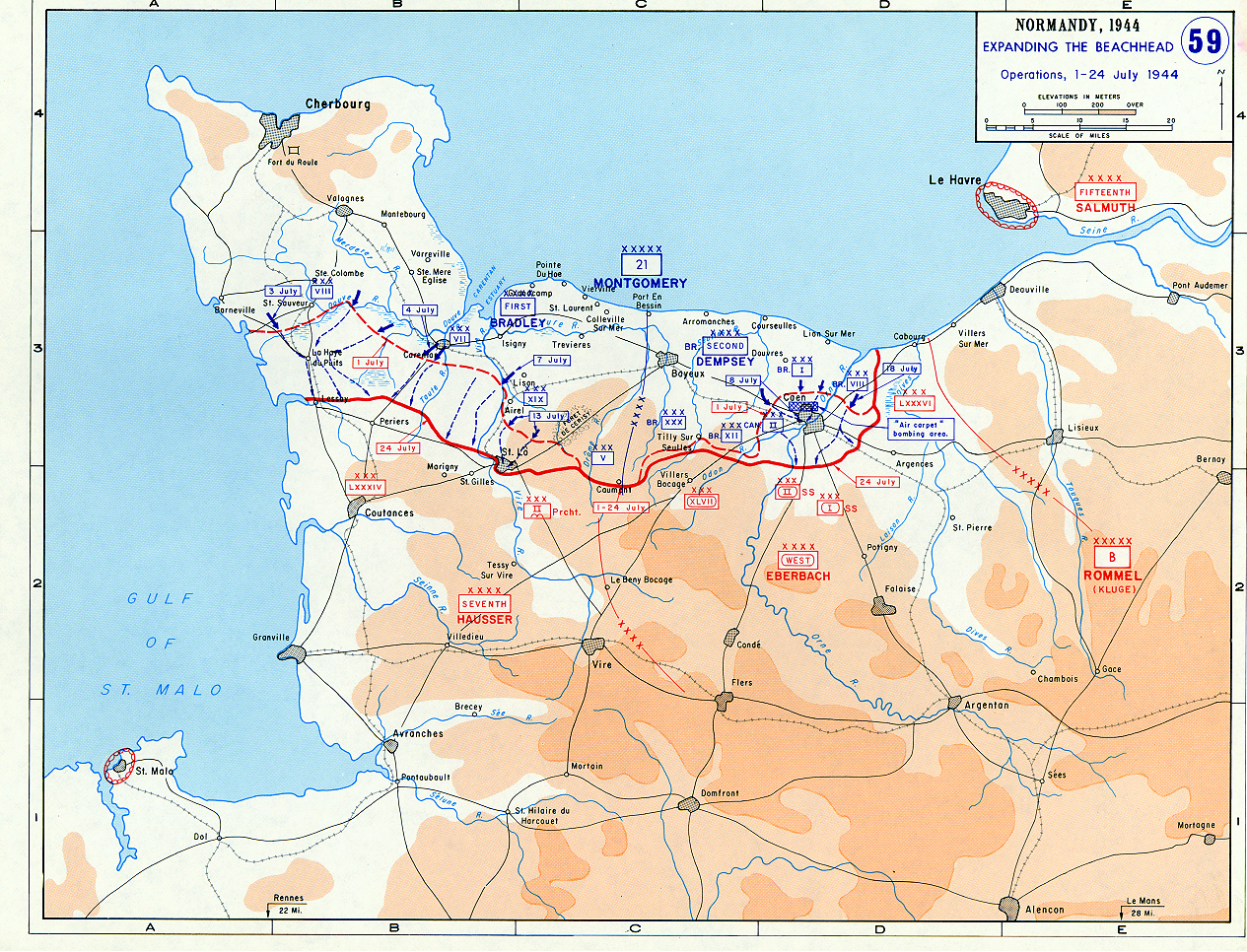
諾曼地登陸時的地圖

兩棲登陸作戰歷史迄今已兩千多年，以下列出一部分搶灘作戰例子，規模大小不一。
- 大君主作戰——1944年
- 薩弗拉灣登陸（英语：Landing at Suvla Bay）——1915年8月
- 加里波利之戰——1915年
- 鵝卵石行動——1944年
- 屋島之戰——1185年，源平合戰的一部分。
- 雞籠之戰——1642年，荷蘭與西班牙爭奪臺灣島的戰鬥。
- 基普灣登陸戰——1776年，獨立戰爭的一部分。
- 萬山群島戰役——1950年，第二次國共內戰的一部分。
- 澎湖之役——1895年，甲午戰爭的一部分。
- 古寧頭戰役——1949年，第二次國共內戰的一部分。
- 硫磺島戰役——1945年